# Dacnusa sibirica
Dacnusa sibirica é uma espécie de insetos himenópteros, mais especificamente de vespas parasíticas pertencente à família Braconidae.
A autoridade científica da espécie é Telenga, tendo sido descrita no ano de 1934.
Trata-se de uma espécie presente no território português, nomeadamente em Portugal Continental e no Arquipélago da Madeira.

## Comportamento
É sabido ser parasita das espécies de insectos dípteros Liriomyza trifolii e Chromatomyia horticola.